# Mychocerus sparsus
Mychocerus sparsus là một loài bọ cánh cứng trong họ Cerylonidae. Loài này được Hinton miêu tả khoa học năm 1941.